# Бривонези, Бруто
Бруто Бривонези (итал. Bruto Brivonesi; 22 ноября 1888, Анкона, Марке — 1 июня 1979, Рим) — итальянский адмирал времён Второй мировой войны. Брат другого итальянского адмирала Бруно Бривонези

## Биография
Бривонези родился в Анконе в 1888 году, в семье Бенедетто Бривонези и Иды Костанци. В 1905 году поступил в Итальянскую военно-морскую академию в Ливорно, которую окончил в звании энсина 1 марта 1909 года. После повышения до младшего лейтенанта 29 августа 1911 года участвовал в Итало-Турецкой войне на борту броненосца «Сардиния». Получив звание лейтенанта 1 января 1915 года, участвовал в Первой мировой войне, сначала служил на различных кораблях, включая броненосец «Реджина Елена», а позже в качестве командира артиллерийской группы в бригаде ВМС, сражавшейся на реке Пьяве. Отличился во время боёв под Кортеллаццо (июль 1918 года) и нижним Пьяве (октябрь 1918 года), получив две бронзовые медали «За воинскую доблесть» и крест за военные заслуги.
После окончания войны командовал несколькими миноносцами, 1 июля 1922 года получил звание капитан-лейтенанта и стал старшим офицером бронепалубного крейсера «Кампания». 30 июля 1926 года он стал коммандером, и в дальнейшем ему было поручено командование эсминцами «Росолино Пило», «Даниэле Манин» и «Инсидиозо». До принятия командования учебным кораблем «Кристофоро Коломбо» в марте 1930 года, он занимал пост начальника штаба 1-й дивизии эсминцев. Затем он некоторое время выполнял береговые задания в Министерстве военно-морского флота и командовал школами Королевского корпуса военно-морских экипажей (Corpo Reali Equipaggi Marittimi, C.R.E.M.) на военно-морской базе Вариньяно (Специя). 1 ноября 1932 года он был произведён в капитаны и занял пост начальника штаба 1-й военно-морской эскадры, а затем, с 1934 по 1936 год, командовал тяжелым крейсером «Больцано».
1 января 1937 года был повышен в звании до контр-адмирала и назначен в Министерство военно-морского флота в качестве члена и секретаря по военным вопросам Высшего совета военно-морского флота. В сентябре 1938 года ему было поручено командование Военно-морской академией в Ливорно, эту должность он занимал до августа 1939 года. 1 сентября 1939 года был произведён в вице-адмиралы; в том же месяце он вернулся в министерство и оставался там до апреля 1940 года.

### Вторая мировая война и её последствия
25 апреля 1940 года Бривонези был назначен командиром 5-й военно-морской дивизии, состоящей из линкоров «Кайо Дуилио» и «Андреа Дориа», должность, которую он занимал до 7 ноября 1941 года. Италия вступила во Вторую мировую войну 10 июня 1940 года, и Бривонези командовал 5-й военно-морской дивизией в нескольких миссиях, включая битву у Калабрии; его дивизия также участвовала в битве при Таранто, где «Кайо Дуилио» был торпедирован и получил тяжёлые повреждения. В это же время Бривонези также в течение нескольких месяцев занимал должность начальника штаба 1-го флота. После ухода с поста командира 5-й дивизии в ноябре 1941 года был назначен в Супермарину (штаб военно-морских сил) инспектором противолодочных сил. Он занимал этот пост до апреля 1943 года; 1 января 1943 года ему было присвоено звание адмирала. В период с 1940 по 1942 год также был членом Комитета по проектам военно-морского вооружения и Высшего комитета по координации технических проектов. 10 апреля 1943 года Бривонези получил командование военно-морским департаментом Ионического моря и Южной Адриатики со штаб-квартирой в Таранто.
7 сентября 1943 года Бривонези принял участие в совещании, состоявшемся в Генеральном штабе военно-морского флота в Риме, в присутствии начальника штаба Раффаэле де Куртена, где ему сообщили о скором объявлении перемирия с союзниками. Когда 8 сентября 1943 года было объявлено о Перемирии Кассибиле, Бривонези заверил, что все подразделения и командования, находящиеся под его юрисдикцией, будут соблюдать условия перемирия; когда адмирал Джованни Галати отказался передать свои корабли союзникам, Бривонези отправил его под арест. В то же время, Бривонези позволил двум немецким торпедным катерам и быстроходным баржам забрать груз немецких мин, беспрепятственно покинуть Таранто и отплыть на север. Немецкие корабли немедленно установили мины на рейде Таранто (что привело к потере минного заградителя «Эбдиэль», британского тральщика и итальянского буксира), а позже потопили итальянский эсминец Quintino Sella и итальянскую канонерскую лодку Aurora, направлявшиеся на север, и захватили шесть итальянских судов торгового флота, прежде чем достигли Венеции.
После Перемирия и сразу после войны Бривонези последовательно занимал должности заместителя начальника штаба ВМС, генерального секретаря ВМС, инспектора военно-морских сил с 1 октября 1946 по 4 апреля 1947 года и главнокомандующего итальянскими военно-морскими силами с 5 апреля 1947 года по 18 декабря 1948 года. Вышел в отставку в сентябре 1951 года; был Президентом Военно-морской лиги с 25 июля 1950 года по 31 января 1960 года. Скончался в Риме 1 июня 1979 года.